# Gabriel Hagspiel

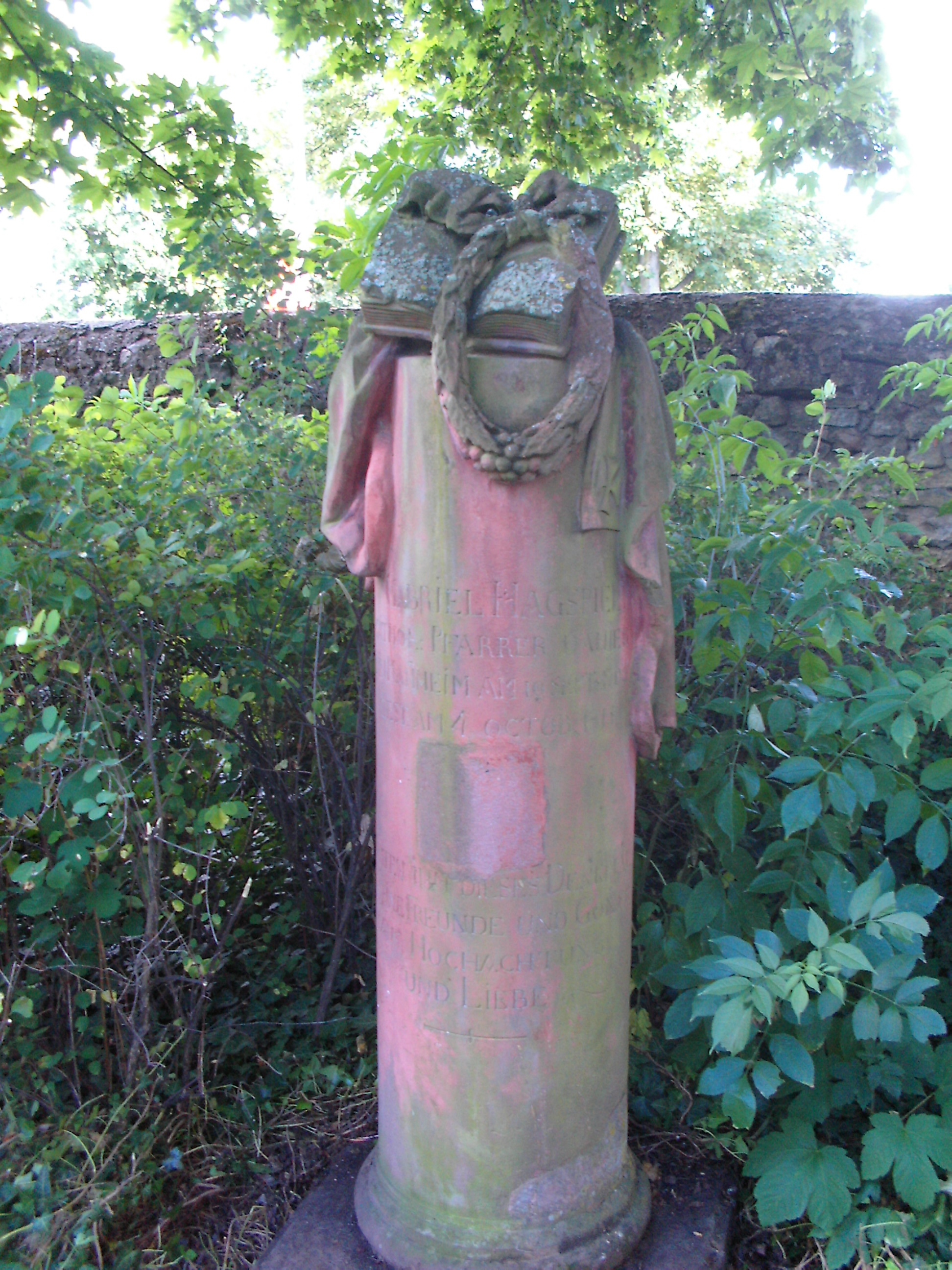
Grabstein von Pfarrer Gabriel Hagspiel, Peterspark, Grünstadt, geschaffen von Bernhard Würschmitt

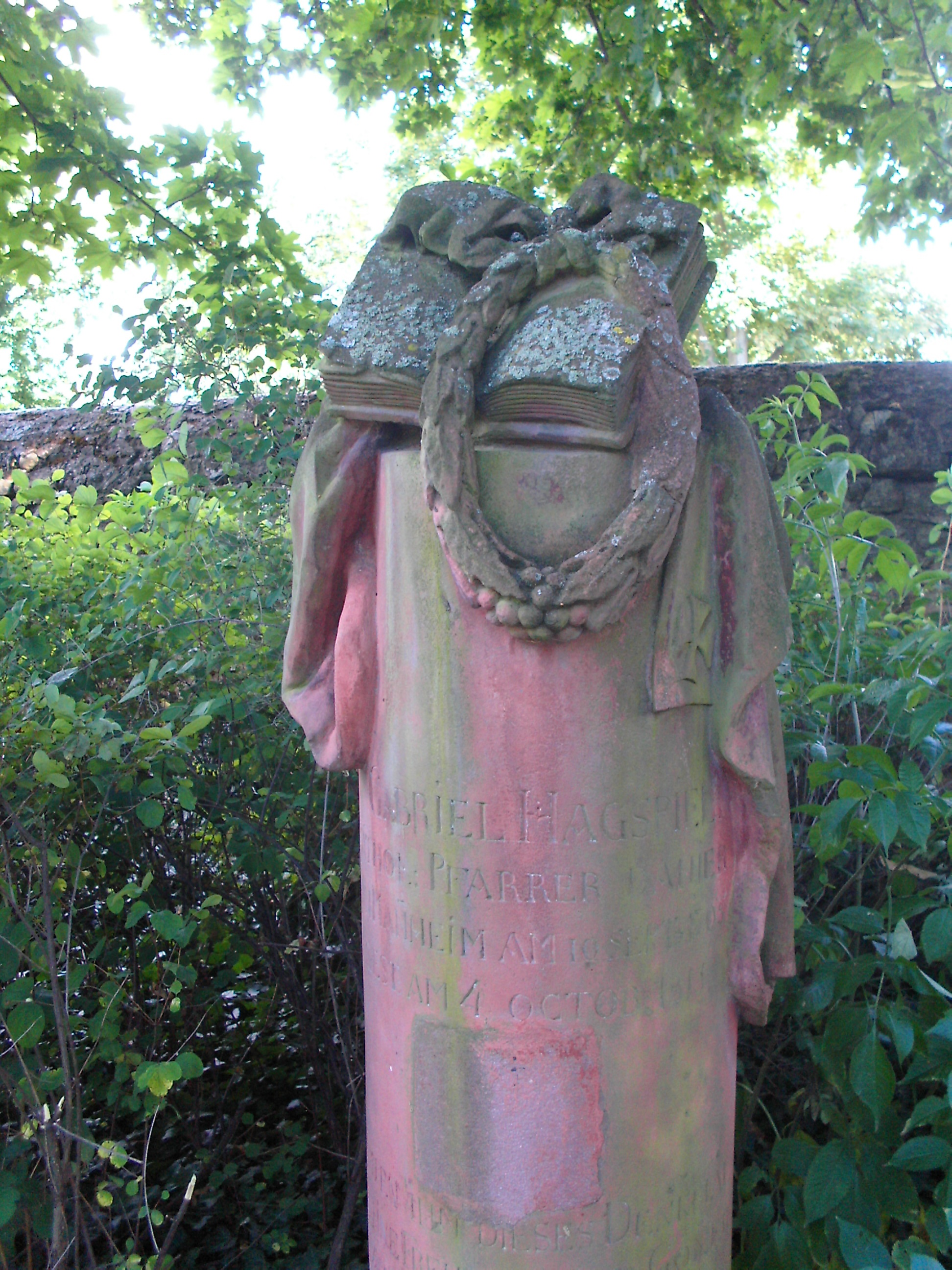
Inschrift auf dem Grabstein

Gabriel Hagspiel (* 10. September 1765 in Mannheim; † 4. Oktober 1815 in Grünstadt) war ein bedeutender katholischer Priester aus dem Bistum Worms, später in der Großdiözese Mainz tätig, Pfarrer von Herrnsheim und Grünstadt, Freund und Vertrauter des Prinzenerziehers im bayerischen Königshaus Joseph Anton Sambuga.

## Leben
Gabriel Hagspiel wurde in Mannheim, Kurpfalz, Bistum Worms geboren. Er begann seine theologischen Studien im Wintersemester 1782 in Heidelberg und empfing die Priesterweihe zu Worms, am 20. September 1788. Bis zum 1. November 1793 fungierte er als Kaplan in Herrnsheim, dann bis zum 1. April 1798 als Stadtkaplan in Heidelberg. In dieser Zeit unterrichtete er auch Pastoraltheologie am Heidelberger Konvikt und bekleidete das Amt eines Studienpräfekten. Danach trat er seinen Dienst als Administrator, ab 1801 als Pfarrer von Herrnsheim an (1803–04 auch Administrator von Neuhausen). Wegen Auflösung des Bistums Worms fielen dessen linksrheinische Teile 1801 an die neu errichtete Großdiözese Mainz. Auch Hagspiel trat damit in den Mainzer Diözesanklerus über. Am 14. März 1810 wurde der Priester von Bischof Joseph Ludwig Colmar in die Pfarrei Grünstadt versetzt, die er bis zu seinem Tode am 4. Oktober 1815 innehatte.
Bei Bischof Colmar stand Hagspiel ganz offenbar in hohem Ansehen, denn er lud den Grünstadter Pfarrer mit Schreiben vom 26. November 1810 speziell ein, am 3. Adventsonntag (Gaudete), nachmittags 14.00 Uhr, im Hohen Dom zu Mainz „eine fromme Ermahnung“ zu halten, da er „schon lange das Verlangen“ hege, ihn predigen zu hören.
Pfarrer Hagspiel wird von Zeitgenossen als frommer, gebildeter und pflichteifriger Seelsorger geschildert und scheint ein bekannter Prediger gewesen zu sein. Wie bereits erwähnt, lud ihn hierzu sein Bischof speziell ein, da er ihn einmal hören wollte und Gabriel Hagspiel zog sich auch seine Todeskrankheit, eine Lungenentzündung, anlässlich einer Gastpredigt zu. Franz Stapf, Professor der Moraltheologie und Dogmatik in Bamberg, veröffentlichte zwei Briefesammlungen von Joseph Anton Sambuga. Darin kommt auch dessen Freund und Vertrauter Gabriel Hagspiel öfter vor. Stapf schreibt über ihn: „Noch hielt er am ersten October zu Mannheim, in der Kapuziner Kirche eine Gastpredigt zur Feyerlichkeit des Hl. Franz von Assisi, dessen ächte Verehrung er als ein Mittel zur Verherrlichung Jesu anpries und am vierten war er eine Leiche.“
Der Priester wurde auf dem alten Friedhof in Grünstadt, dem heutigen Peterspark beigesetzt, das Grabmal ist dort noch erhalten.
Professor Stapf bringt in der Sambuga-Briefesammlung auch die schöne Todesanzeige des Priesters, entnommen aus der Beilage zum 24. Stücke der Wormser Zeitung, vom 17. Oktober 1815: 

„Den 4. October, Abends um halb 8 Uhr, entschlummerte an einer Lungen- und Brustentzündung, nach einem kaum 24 stündigen Krankenlager, im 50. Jahre seines allnützlichen Lebens und im 27. Jahre seines Priesterthums, der wohlgebohrne und hochwürdige Herr Gabriel Hagspiel, katholischer Stadtpfarrer zu Grünstadt, gebohren zu Mannheim, den 10. September 1765, im September 1788 zum Priester eingeweiht, von dahin bis den 1. November 1793 Kaplan zu Herrnsheim, von da an bis den 1. April 1798 Stadtkaplan zu Heidelberg, von da an bis den 14. März 1810 Pfarrer zu Herrnsheim und endlich vom 14. März 1810 bis 4. October 1815 Stadtpfarrer zu Grünstadt. Sanft, edel fromm, gut und belehrend war sein Hinscheiden, so wie es sein thätiges, menschenfreundliches Leben war. Wer den guten, lieben Mann kannte, der weiß, welchen Geistesmann und frommen Priester der Altar Gottes, welchen alles umfassenden Menschenfreund die Welt und welchen herzlichen Freund seine Freunde in ihm verlohren und kann allein den tiefen, bleibenden Schmerz bemessen, den seine Freunde, seine Pfarrgemeinde von Grünstadt, ohne Unterschied der Confessionen, bey seinem Verluste fühlen.“

Dass diese Charakterisierungen nicht nur leere Worte zum Lob eines gerade Verstorbenen waren, beweist die Tatsache, dass man dem Priester, der gerade nur 5 Jahre in Grünstadt wirkte, dort ein aufwändiges Grabdenkmal errichtete, das ihm laut Inschrift seine „Freunde und Gönner aus Hochachtung und Liebe“ widmeten. Geschaffen hat den Grabstein der damals recht bekannte Bildhauerpriester Bernhard Würschmitt.

## Freundschaft mit Sambuga
Pfarrer Hagspiels Freundschaft mit Joseph Anton Sambuga, dem berühmten Prinzenerzieher am bayerischen Königshof, gab seinem Leben ein besonderes Gepräge. Beider Dasein war in merkwürdiger Weise miteinander verquickt; sie trafen immer wieder zusammen und starben auch kurz hintereinander, im selben Jahr.

### In Mannheim
In der Sambuga-Biografie von Johann Michael Sailer konstatiert Gabriel Hagspiel, dass er Sambuga schon kennenlernte, als dieser zwischen 1778 und 1785 als Stadtkaplan und Hofprediger in Mannheim weilte: „Ich lernte Sambuga kennen, als er Kaplan in Mannheim war. Sein himmlisch-reiner Sinn, sein untadeliger Lebenswandel, sein sanfter, überzeugender, ganz von Gott durchdrungener Vortrag in seinen Predigten, erwarben ihm alle Herzen.“ Sicherlich prägte Sambuga den jungen Gabriel Hagspiel entscheidend, so dass auch in ihm der Wunsch zum Priestertum reifte.

### Im Priesterseminar
Ab 1783 lehrte Sambuga zeitweilig als Regens in Heidelberg, im sogenannten „Kleinen Seminar“ oder Konvikt. Hier nun traf er erneut auf den dort seit 1782 studierenden Hagspiel, welcher darüber wie folgt berichtet: „Ich als Logiker war mit unter seiner Aufsicht. Mit welchem Sanftmut und welcher Liebe er uns jungen Leuten vorstand wissen alle, die mit mir unter ihm lebten.“

### In Herrnsheim
Wolfgang Heribert von Dalberg, Hofbeamter und Minister in Mannheim, sowie Gründer des Mannheimer Nationaltheaters und dessen langjähriger ehrenamtlicher Intendant, konnte Sambuga als Pfarrer seines Heimatortes Herrnsheim gewinnen. Hier wirkte er zwischen 1784 und 1797, wobei er die Gemeinde religiös völlig erneuerte. Auch dort traf er wieder mit Gabriel Hagspiel zusammen, welcher darüber berichtet: „1784 wurde Sambuga von Heribert Freiherrn von Dalberg zum Pfarrer von Herrnsheim bei Worms ernannt. Im Jahre 1788 wurde ich bei ihm als Kaplan angestellt. Es war meine erste Stelle. Wie glücklich pries ich mich und wie glücklich ward ich gepriesen, daß es mir gegönnt war, bei diesem Manne zu sein! Fünf Jahre lebte ich mit ihm unter einem Dache, an seinem Tische, als Gehilfe in seinem Amte, fünf Jahre die mir unvergesslich sind!“
Aus dieser Zeit mit Gabriel Hagspiel berichtet uns Sambuga selbst in einem Tagebuchfragment über die Erziehung seines 8-jährigen Neffen Anton Zoppi aus Walldorf, den er 1790 bei sich im Herrnsheimer Pfarrhaus aufgenommen hatte: „Im Christmonat dieses Jahres, den Tag vor Weihnachten, legte er bei meinem damaligen Herrn Kaplan Gabriel Hagspiel aus Mannheim, der ihn zärtlich liebte, seine erste Beicht ab.“ An anderer Stelle heißt es, dass der Junge den beliebten Hagspiel scherzhalber imitiert habe: „So drückte er, ohne daß ihn jemand dazu aufgefordert hätte, die Stimme, Ton und Akzent, Minen und Gebärden des Herrn Kaplans im Predigen aus, so daß man nicht den Knaben, sondern den Kaplan zu hören glaubte.“

### In Heidelberg
Gabriel Hagspiel fährt in seinem Bericht fort: „Im Jahre 1793 verließ ich Sambuga, indem ich nach Heidelberg als Kaplan bestimmt ward. Der Abschied war mir schwer. Ich konnte den Mann kaum verlassen, der mir Lehrer, Freund, der mir alles geworden war. ‚Es ist der Gang der Vorsehung’ sagte er mir ‚und ihr wollen wir uns gern unterwerfen. Fahren Sie fort stets für die Menschheit tätig zu sein, indem Sie nur für Gott leben.’ In meiner Zeit in Heidelberg war ich in steter Verbindung mit dem lieben Manne. In allem wendete ich mich an Sambuga.“

### Aus der Ferne
1797 bat schließlich der in Mannheim residierende, pfalz-bayerische Thronprätendent Pfalzgraf Max Joseph darum, dass Sambuga die religiöse Erziehung seines ältesten Sohnes, des Kronprinzen Ludwig – später König Ludwig I. von Bayern – übernehme. Da er sich von seiner liebgewordenen Pfarrgemeinde in Herrnsheim nur schwer trennen konnte, zögerte der Priester längere Zeit, dem Ruf als Prinzenerzieher zu folgen. Er stimmte schließlich zu, unter der Bedingung, dass sein früherer „treuer Amtsgehilfe“ und „bewährter Freund“ Gabriel Hagspiel ihn als Pfarrvikar in der Gemeinde vertreten sollte. So geschah es. Sambuga ging als Erzieher an den pfalzgräflichen Hof, der sich nun in Rohrbach bei Heidelberg befand. Pfarrer Hagspiel schreibt über diese Zeit: „Im Jahre 1797 kam ich wieder in nähere Verbindung mit dem Geistesmanne. Er wurde in diesem Jahre als Erzieher der damals herzoglichen, jetzt königlichen Kinder berufen; und ich sein Pfarrverwalter. Ich erfuhr und genoß wieder dieselbe Liebe von ihm wie am Anfang. Alle seine Briefe die ich von ihm habe und oft lese, sind Beweise davon.“
Als Sambuga 1799 mit der fürstlichen Familie nach München umzog, gab er 1801 – wegen der
weiten Entfernung – seine nominelle Pfarrstelle in Herrnsheim auf und sorgte dafür, dass sie auch rechtlich an den bisherigen Verwalter Gabriel Hagspiel übertragen wurde. Ein weiterer Beweis dafür, wie sehr Sambuga den späteren Grünstadter Pfarrer schätzte, über den er selbst schrieb, er überlasse seine Herrnsheimer Gemeinde einem „Würdigeren“ als er selbst es gewesen sei. Bei Übernahme der Pfarrei sandte er ihm einen Brief mit Empfehlungen, wie er sein Amt gestalten solle.
Im zweiten Teil der Sammlung von Briefen Sambugas, ist ein Schreiben von ihm an Pfarrer Hagspiel erhalten, anlässlich dessen Übernahme der Pfarrei Grünstadt, 1810. Der Prinzenerzieher schreibt aus München: „Dass Sie nunmehr die Stadtpfarrei Grünstadt besitzen, davon ist mir Ihr wertestes Schreiben die erste Nachricht. Haben Sie den festen Glauben, dass Gott Sie auf diese Stelle gerufen hat, welche Sie jetzt einnehmen. Da Sie schöne wissenschaftliche Anlagen haben, so bitte ich Sie nicht zu unterlassen, in allen einschlagenden Erkenntnissen vorwärts zu streben. Sie kennen das Bedürfnis der Zeit. Es muss laut gesprochen werden, wenn uns die Verführer nicht überstimmen sollen. Da so viele für die Ungeistigkeit sprechen, so muss es andere geben, die die Ehre zu retten trachten. Seien Sie nur aufmerksam auf das was geschieht und Sie werden bald finden, wo Sie arbeiten sollen. Nur Mut, wenn uns die Zeit nicht unterstützt, so hilft uns Gott...“.

Gabriel Hagspiel schließt in Sailers Sambuga-Biografie seine Erzählung mit Anmerkungen aus Grünstadt, die er nur wenige Wochen vor seinem eigenen Tod aufzeichnete: 

„Im Jahre 1810 kam ich aus der näheren Verbindung mit Sambuga, indem ich nach Grünstadt als Pfarrer gesetzt wurde, blieb aber immer mit ihm in Briefwechsel. Sein letztes Schreiben war vom 20. März dieses Jahres. Ich habe es täglich vor dem Auge. Es enthält die letzten Herzensergießungen für mich. Er ist nun bei dem in einem besseren Leben, von dem er auf Erden so voll war, bei Gott. Das viele Gute das er hier stiftete hat ihm einen reichen, ewigen Lohn bereitet. Nie, nie werde ich ihn vergessen. In mir ist sein Bild lebendig gezeichnet – er war einer meiner größten Wohltäter. Grünstadt, den 14. September 1815, G. Hagspiel, Pfarrer.“

## Kontakt zu Johann Michael Sailer
Gabriel Hagspiel stand in seiner Grünstadter Zeit ganz eindeutig auch mit dem bedeutenden Theologen und späteren Regensburger Bischof Johann Michael Sailer in Verbindung. Er korrespondierte zur Fertigung der Sambuga-Biografie mit ihm, übersandte ihm dazu seinen eigenhändigen Bericht, der ein separates Buchkapitel unter dem Titel Pfarrer Hagspiel über Sambuga bildet und gehört zu jenen vier Mitarbeitern bzw. „Schutzgeistern“, die den Prinzenerzieher „aus sich kannten“ und Sailer Beschreibungen über sein Leben zukommen ließen, wie es im Vorwort heißt. Über sie schreibt Johann Michael Sailer im Prolog, dass bei der Abfassung des Werkes „deren Herzen mit dem meinen wie in Eines verwachsen waren“.

## Sonstiges
Der Grünstadter Schriftsteller Christian Heinrich Gilardone (1798–1874), Neffe des berühmten Maler Müller, erinnert sich im Vorwort zu seinem Erstlingswerk Poetische Versuche (Band 1, 1829) dankbar an seinen Pfarrer und Erzieher Gabriel Hagspiel. Im 2. Band der Poetischen Versuche verfasste Gilardone 1830 eine Ode an seine Heimatstadt Grünstadt in der auch Pfarrer Hagspiel vorkommt. Auf ihn bezieht sich dort der Vers:
„...Sehnsuchtsthränen hab' ich oft schon nach dir geweinet,
oft in Tiefe der Brust stille Trauer gehegt,
würdiger Priester des Herrn, der mir die Pflichten des Christen
mit lebendigem Wort in die Seele geprägt...“